# Texas Historical Commission

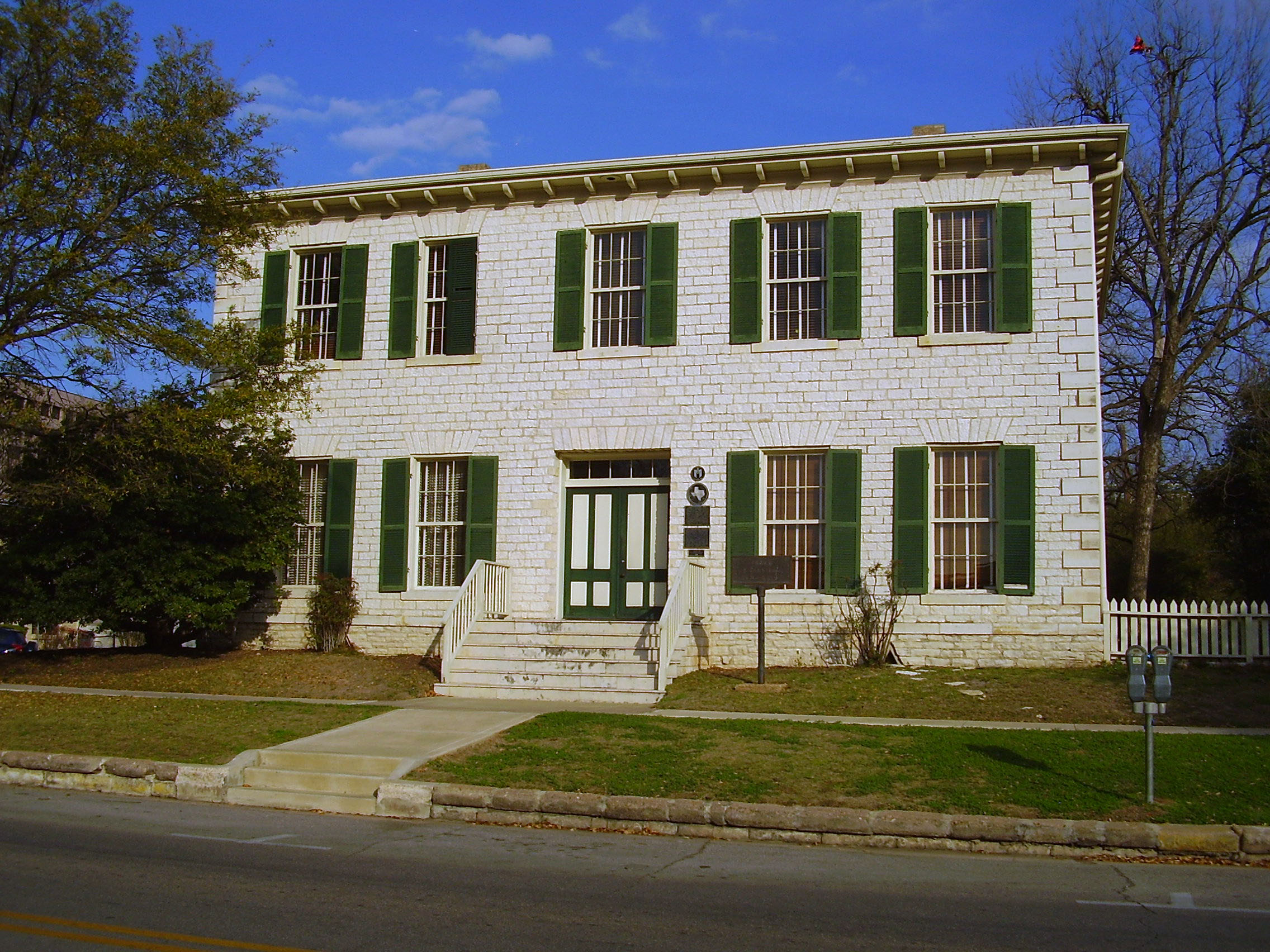
Carrington-Covert House

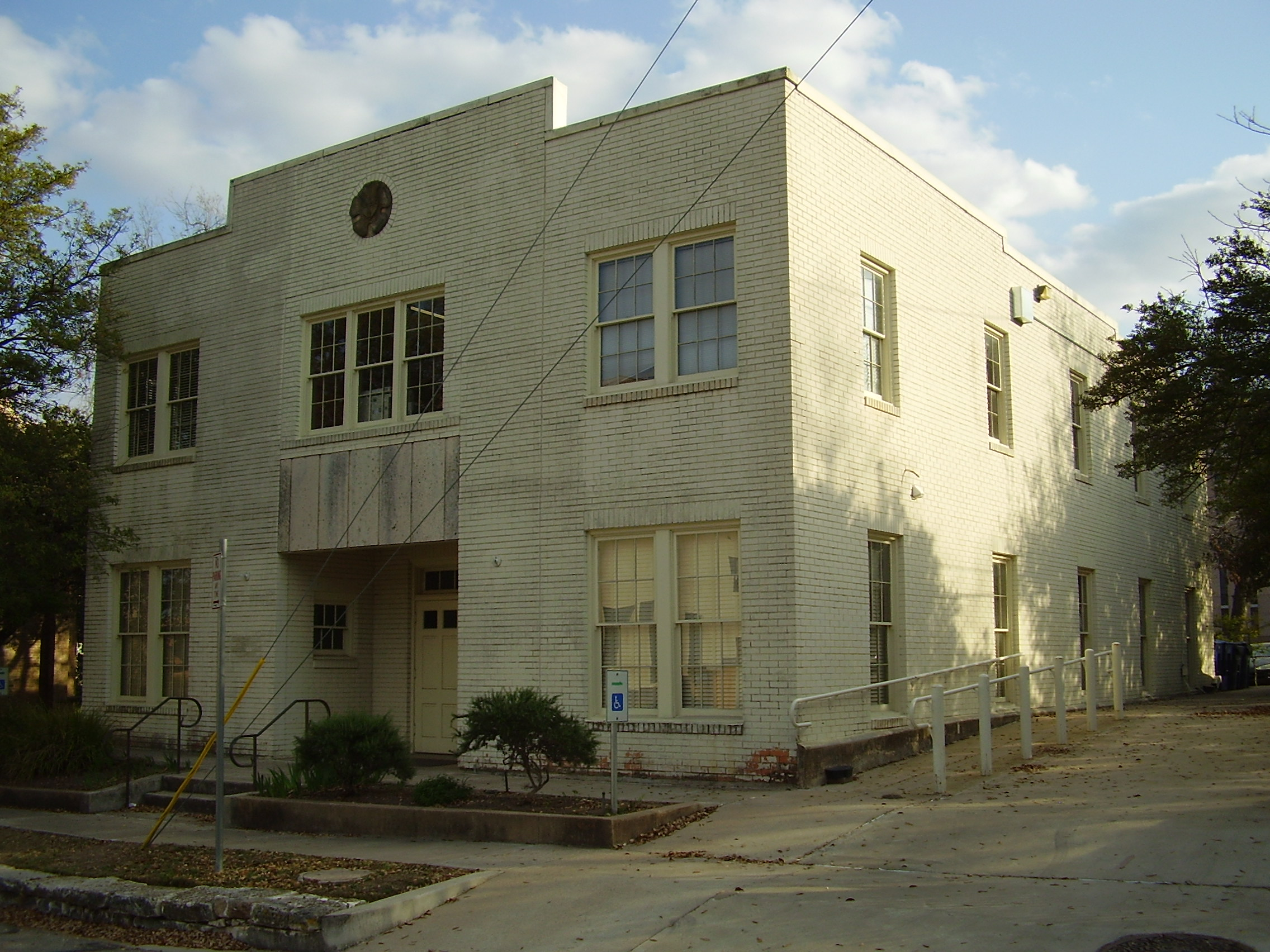
Luther Hall

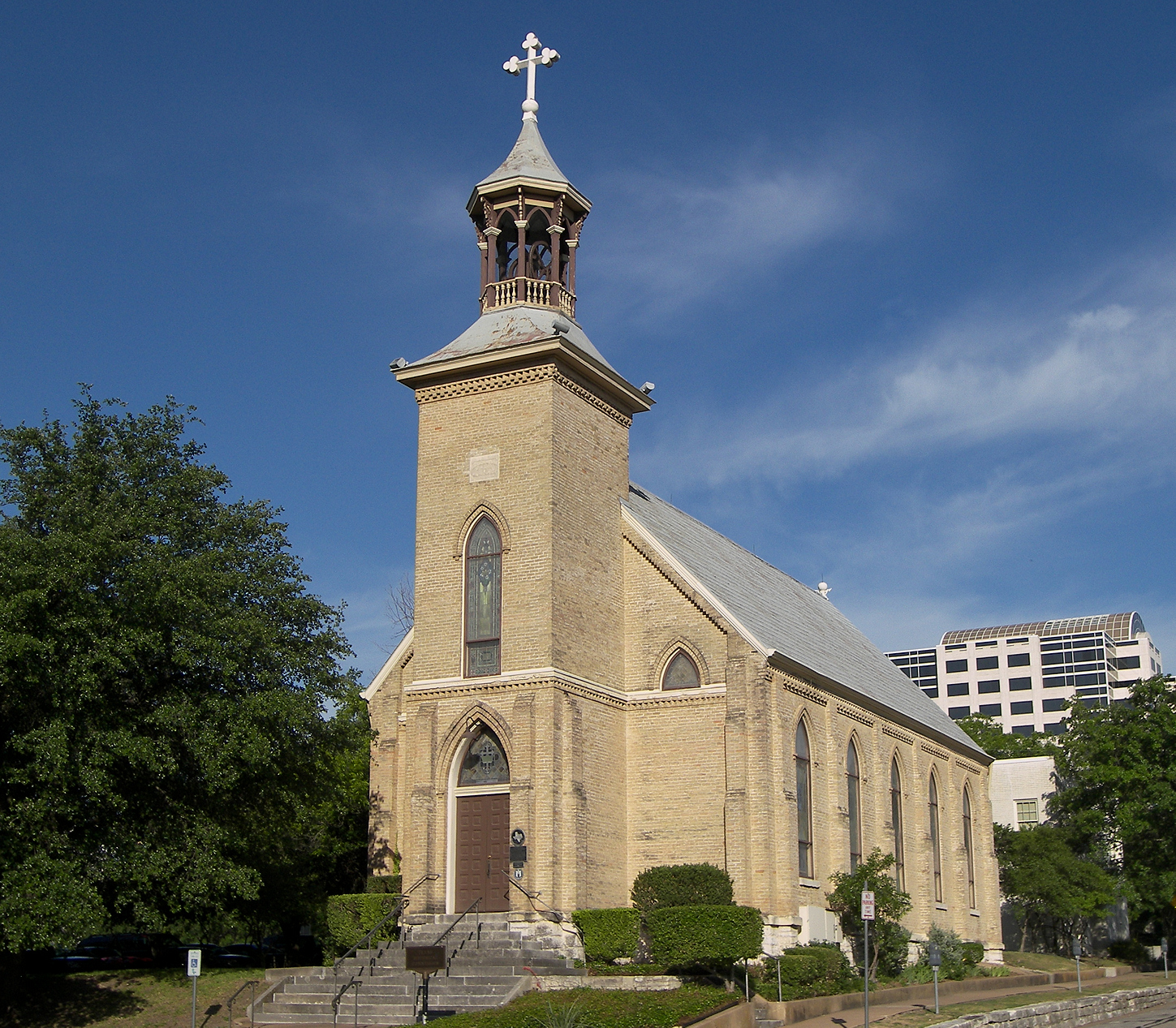
Gethesemane Church

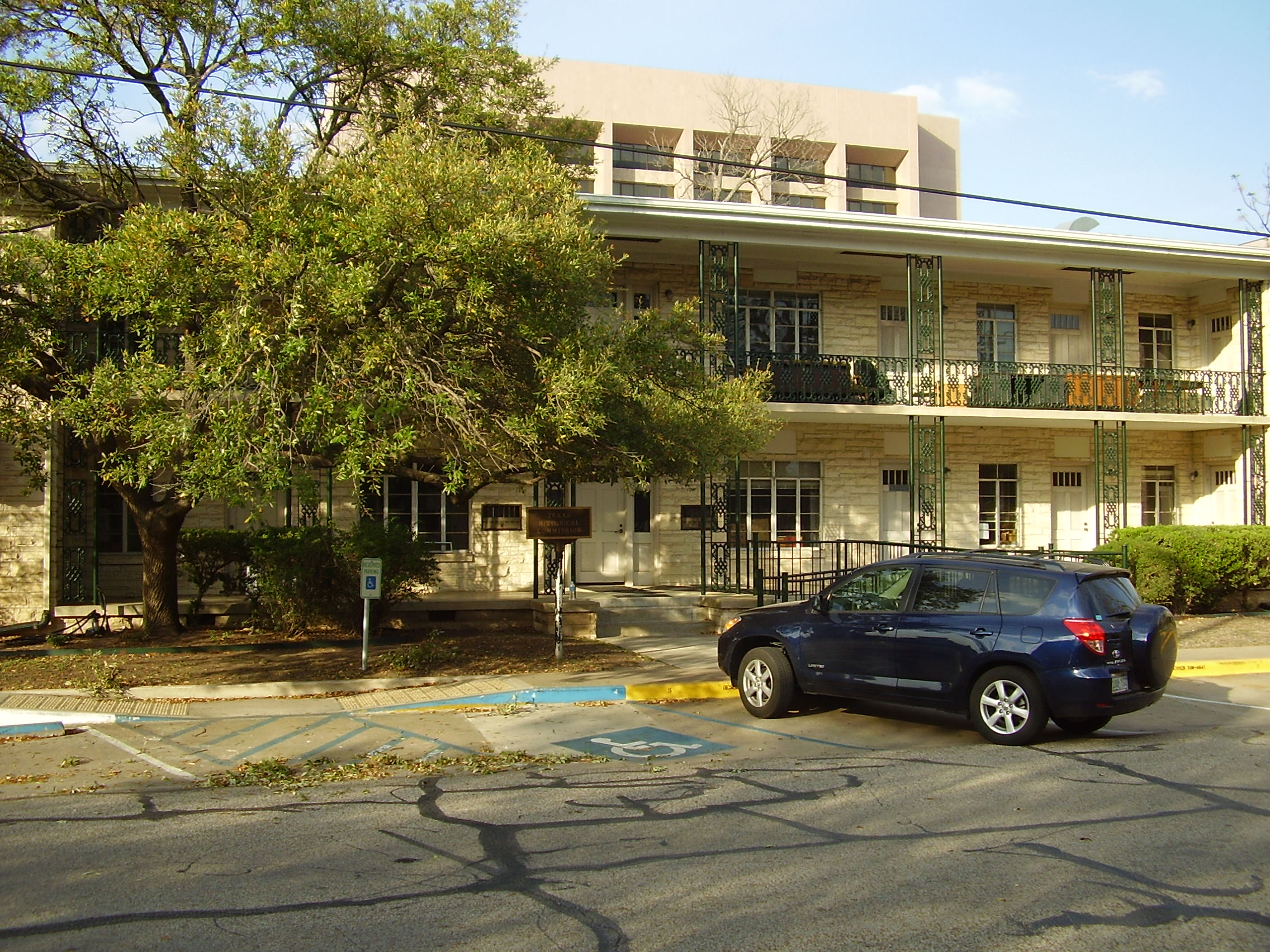
Elrose Building

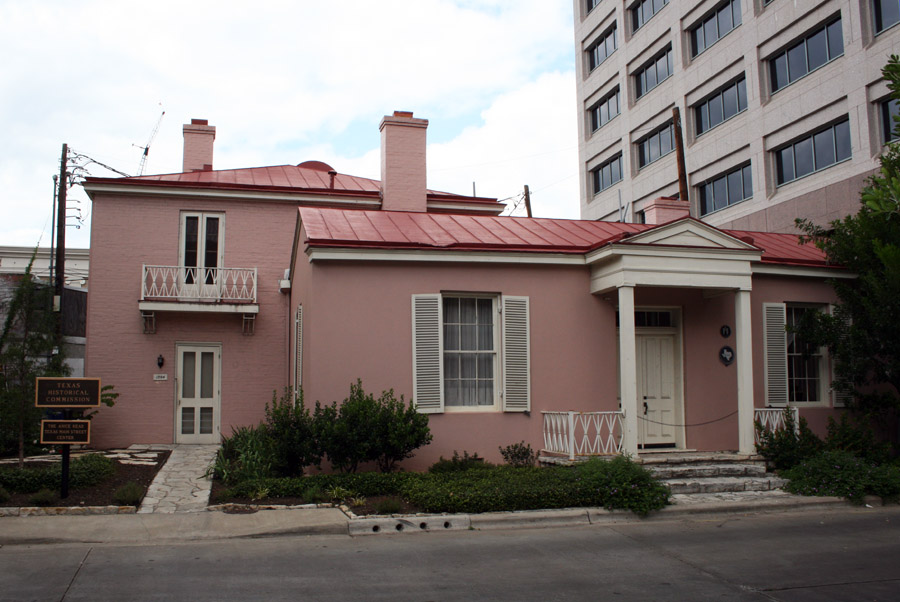
Christianson-Leberman Building

La Texas Historical Commission (Commission historique du Texas) est une organisation qui s'occupe de la préservation des sites historiques dans l'État du Texas. Elle a la charge du Registre national des lieux historiques pour les sites texans. Elle enregistre également les Recorded Texas Historic Landmarks, les State Archeological Landmarks et les Historic Texas Cemeteries ; elle les identifie par des médaillons (Official Texas Historical Marker) et élabore des plaques descriptives qui leur sont attribuées. La commission publie tous les deux mois une revue intitulée The Medallion.
Son siège se trouve dans cinq bâtiments à Austin: Carrington-Covert House, Luther Hall, Gethsemane Church, Elrose Building, et le Christianson-Leberman Building,.

## Historique de la Commission
Fondée en 1953 par le corps législatif du Texas, elle consista d'abord en un comité (State Historical Survey Committee) chargé d'identifier les sites archéologiques et historiques notoires de l'état. Elle prit son nom actuel (Texas Historical Commission) en 1973.

## Personnel
Actuellement, la commission emploie une centaine de personnes. Sa direction se compose de 18 membres nommés pour six ans par le gouverneur du Texas sur proposition et approbation du Sénat du Texas. Ces membres doivent être citoyens du Texas et représenter toutes les régions de l'État. La commission emploie des archéologues, des architectes, des historiens, des administrateurs, des urbanistes, des aménageurs. Tous ces acteurs consultent les citoyens et les associations locales afin de préserver le patrimoine culturel et historique du Texas.
À la fin des années 1990, la commission fut restructurée en 7 divisions : 
- Administration Division
- Staff Services Division
- Archeology Division
- Division of Architecture
- History Programs Division
- Community Heritage Division
- Marketing Communications Division.

Il existe différents conseils (boards) qui travaillent pour la Texas Historical Commission :
- The State Board of Review
- The Antiquities Advisory Board
- The Guardians of Texas Preservation Trust Fund
- The Advisory Board of the Texas Preservation Trust Fund
- The Main Street Interagency Council.

## Routes touristiques
La Texas Historical Commission administre une dizaine de routes touristiques (trails) à travers l'État : Texas Brazos Trail, Texas Forest Trail, Texas Forts Trail, Texas Hill Country Trail, Texas Independence Trail, Texas Lakes Trail, Texas Mountain Trail, Texas Pecos Trail, Texas Plains Trail, et la Texas Tropical Trail. L'action de la commission fut distinguée en 2005 par la Preserve America Presidential award, une récompense destinée à promouvoir les efforts de préservation du patrimoine américain.